# Lomas de Vista Hermosa
Lomas de Vista Hermosa är en ort i Mexiko.   Den ligger i kommunen Toluca och delstaten Mexiko, i den sydöstra delen av landet, 60 km väster om huvudstaden Mexico City. Lomas de Vista Hermosa ligger 2 786 meter över havet och antalet invånare är 351.
Terrängen runt Lomas de Vista Hermosa är kuperad åt sydväst, men åt nordost är den platt. Runt Lomas de Vista Hermosa är det mycket tätbefolkat, med 2 028 invånare per kvadratkilometer. Närmaste större samhälle är Toluca, 6,1 km norr om Lomas de Vista Hermosa. I omgivningarna runt Lomas de Vista Hermosa växer huvudsakligen savannskog.